# Micah Josiah Duchowny
Micah Josiah Duchowny (thailändisch ไม้ค์ก้า โจชายญ่า ดูโชว์นี่; * 15. Februar 2003) ist ein thailändisch-US-amerikanischer Fußballspieler.

## Karriere
Micah Josiah Duchowny erlernte das Fußballspielen in der Jugendmannschaft der Portland Timbers in Portland, Oregon. Seinen ersten Profivertrag unterschrieb er im Sommer 2023 beim thailändischen Zweitligisten Rayong FC. Sein Zweitligadebüt gab für den Verein aus Rayong gab er am 24. September 2023 (6. Spieltag) im Heimspiel gegen den Chiangmai FC. Bei dem 0:0-Unentschieden wurde er in der 82. Minute für den Brasilianer Tiago Chulapa eingewechselt. Nach der Hinrunde 2023/24 wurde sein Vertrag Ende Dezember 2023 nicht verlängert. Im Januar 2024 unterschrieb er einen Vertrag beim Erstligisten Buriram United. In der Rückrunde 2026/24 kam er in Buriram nicht zum Einsatz. Im August 2024 wechselte er auf Leihbasis zum Zweitligisten Ayutthaya United FC. Nachdem er in Ayutthaya nicht zum Einsatz gekommen war, wechselte er im Januar 2025 ebenfalls auf Leihbasis zum Bangkoker Zweitligisten Kasetsart FC.

## Sonstiges
Micah Josiah Duchowny ist der ältere Bruder von Jonah Natan Duchowny.